# Klavdi Lébedev

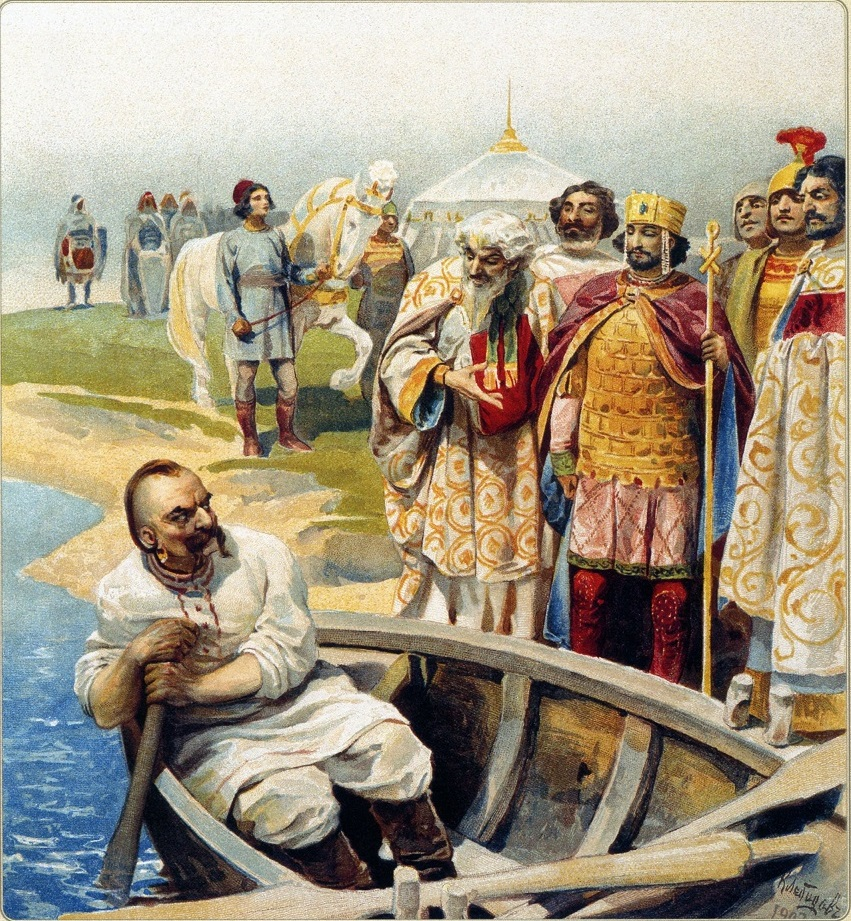
El encuentro entre el Gran Príncipe del Rus de Kiev Sviatoslav I y el Emperador Bizantino Juan I Tzimisces, según lo describió León el Diácono.

Klavdi Vasílievich Lébedev (del ruso: Клавдий Васильевич Лебедев) (16 de octubre de 1852 (c.j., 28 de octubre en el c.g.) - Moscú, 21 de septiembre (4 de octubre) de 1916) fue un pintor ruso, miembro del grupo de los Peredvízhniki.
- Wikimedia Commons alberga una categoría multimedia sobre Klavdi Lébedev.